# PM-63 Rak衝鋒槍

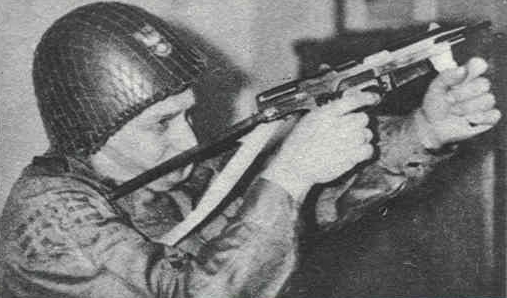
使用PM-63衝鋒槍的士兵

PM-63 Rak（wz. 63 RAK）是波蘭原產的小型衝鋒槍。

## 介紹
PM-63 Rak於1963年完成開發，主要用於個人防衛及150米內的近身戰鬥，發射9×18毫米馬卡洛夫手槍彈，可選擇全自動或半自動（單發）射擊模式。主要提供於重型裝備士兵、特種部隊、特種反恐部隊及警隊，並曾對華沙公約諸國進行出口。其特色在於具有類似一般手槍的滑套設計並採用直接反衝式操作，且為降低連射射速，在滑套後端設有一速率降低裝置。而其突出於槍枝前端的滑套部分可兼做槍口抑震器用，使得單手便可進行射擊準備，只要將滑套向後退，使槍機呈現開放狀態便可準備射擊。PM-63 Rak在槍口下方設有折疊式握把，而扳機也附有重量極輕的伸縮式槍托。此槍扳機本身即為射擊模式切換器，扳機扣到一半時進行半自動射擊，全扣時則進行全自動連續射擊。握柄則兼作彈匣插座用，而彈匣有大型40發容量及短型25、15發容量三種。

## 缺点
尽管PM63冲锋枪在设计上有不少亮点，但其结构复杂，零件加工较困难，生产成本较高，前握把及槍托的设计出現的問題更為明顯。比如：
- 筒尾部设计容易造成自傷

由于在后坐时，滑套尾部会凸出于枪身尾端面，因此当抵肩瞄准射击时，可能会对射手的面部造成伤害，已经有不止一例的此类伤害事件发生过了。尽管如此，设计者对其做的改进也仅限于瞄具的改动，没有从根本上解决这个严重问题。
- 托底板和前握把设计不合理

托底板的设计初衷是为了在折叠枪托时能够正好贴合在机匣下方，故其长度只有50.8mm，宽度也过窄，在抵肩射击时非常不舒服。当需要使用时，必须将枪托展开，将托底板旋转270度。另外，枪托伸展时长度有限，对高个子士兵不太适用；瞄准时，射手头部向下贴近枪身，当套筒后坐到位时距射手的鼻子较近，不利于操枪；前握把的设置也是多余的，前握把打开时定位不可靠，在射击中经常自动折回。由于上述设计的缺陷，许多警察和军人在射击使用时，根本就不抵肩射击，他们习惯于直接抓住护木进行射击。
- 早期型號的弹匣过长

PM63冲锋枪的外形尺寸和全枪质量体现了個人防衛武器短小精悍的特点，但是最早期PM63冲锋枪设计的25发弹匣却不能体现其短小精悍的特点，原因就在于25发容弹量的弹匣过长，士兵在携枪时不得不将弹匣从枪上取下单独携带。这个缺陷可以说是致命的，当敌我双方同时发现目标时，该枪不能立即转入战斗状态。

## 衍生型
PM-63 Rak有三种衍生型版本：
- PM-70—改為9×19毫米口徑試驗型版本
- 消音型—加裝消音器
- 82式衝鋒槍— 中華人民共和國的仿製版本

## 使用國
- 阿富汗
- 保加利亚
- 中华人民共和国—於本土仿製成82式衝鋒槍
- 古巴
- 东德
  - 第9勤務部隊
- 德国
  - 特別行動突擊隊：繼承自前東德政權[1]。
- 伊拉克
- 伊拉克库尔德斯坦
- 波蘭
- 苏联
- 叙利亚
- 乌克兰
- 越南
  - 越南人民軍

## 登場作品

### 電影
- 1986年—：恐怖分子劫機時所使用。
- 1988年—：由蘇聯軍隊的扎森上校用以拷問薩姆·特勞特曼（英语：Sam Trautman）（沒有開火）。

### 電子遊戲
- 2010年—：命名為PM63，被歸類為衝鋒槍，以20發彈匣供彈，預設沒裝上槍托（使用“握把”改裝後才會裝上並伸展出來），前握把長期處於拉直狀態。戰役模式中由蘇聯軍隊、蘇聯特種部隊和丹尼爾·克拉克博士所使用。聯機模式時於等級29解鎖，可使用延長彈匣（增至30發）、握把（實際為槍托）、消音器、射速增加及雙持。在殭屍模式中有一款稱為「東京和玫瑰」（Tokyo and Rose）的雙持改型。
- 2020年—《決勝時刻：黑色行動冷戰》：第三季新增武器，命名為AMP63，預設以15發彈匣供彈，歸類為手槍，奇怪地設定為使用閉鎖式槍栓。前握把長期處於摺疊狀態。

### 動畫
- 2006年—：於第1季第3話由蕾薇所使用。

## 外部連結
- （波兰語） LUCZNIK METAL WORKS
- （简体中文） 槍炮世界—wz.63冲锋枪 （页面存档备份，存于）